# 烏日轉運中心
烏日轉運中心位於台中市烏日區，北站設於高鐵台中站一樓，南站為配合捷運綠線啟用設於新烏日車站前。

## 公車路線

### 北站（高鐵台中站）

#### 台中市公車
| 路線  | 營運業者   | 行駛區間                               | 月台                                                | 備註                   |
| ----- | ---------- | -------------------------------------- | --------------------------------------------------- | ---------------------- |
| 綠1   | 中鹿客運   | 松竹旱溪西路口-仁友停車場              | 第16月台                                            |                        |
| 33    | 台中客運   | 僑光科技大學-高鐵臺中站                | 第18月台                                            |                        |
| 37    | 中台灣客運 | 橫山-臺中車站-高鐵臺中站               | 第18月台                                            |                        |
| 70    | 台中客運   | 嶺東科技大學-第一廣場-嶺東科技大學     | 第15月台                                            |                        |
| 82延  | 台中客運   | 貿易三村-高鐵臺中站                    | 第15月台                                            |                        |
| 99    | 中鹿客運   | 精武車站-嶺東科技大學                  | 第17月台                                            |                        |
| 99延  | 中鹿客運   | 精武車站-臺中區監理所(遊園路)          | 第17月台                                            |                        |
| 100   | 台中客運   | 高鐵臺中站-臺中車站                    | 第15月台                                            | 台中市幹線公車復興幹線 |
| 151   | 中台灣客運 | 高鐵臺中站-朝陽科技大學                | 第14月台（往朝陽科技大學） 第16月台（往高鐵臺中站） | 臺中觀光公車阿罩霧線   |
| 151延 | 中台灣客運 | 臺中市議會-朝陽科技大學                | 第14月台（往朝陽科技大學） 第16月台（往臺中市議會） |                        |
| 151區 | 中台灣客運 | 高鐵臺中站-亞洲大學                    | 第14月台（往亞洲大學） 第16月台（往高鐵臺中站）     |                        |
| 153   | 豐原客運   | 高鐵臺中站-新市政中心-谷關             | 第21月台                                            | 臺中觀光公車谷關線     |
| 153延 | 豐原客運   | 高鐵臺中站-新市政中心-八仙山森林遊樂區 | 第21月台                                            |                        |
| 153區 | 豐原客運   | 高鐵臺中站-新市政中心-東勢高工         | 第21月台                                            |                        |
| 155   | 中台灣客運 | 高鐵臺中站-新市政中心-麗寶樂園         | 第21月台                                            |                        |
| 155副 | 中台灣客運 | 高鐵臺中站－統聯轉運站-麗寶樂園        | 第21月台                                            |                        |
| 156   | 台中客運   | 臺中國際機場-高鐵臺中站                | 第17月台                                            |                        |
| 158   | 全航客運   | 高鐵臺中站-朝陽科技大學                | 第14月台                                            |                        |
| 159   | 統聯客運   | 高鐵臺中站-臺中公園                    | 第13月台                                            |                        |
| 160   | 和欣客運   | 高鐵臺中站-文修停車場                  | 第12月台                                            |                        |
| 161   | 和欣客運   | 高鐵臺中站-朝馬-臺中榮總-中科管理局    | 第11月台                                            |                        |
| 161副 | 和欣客運   | 高鐵臺中站-朝馬-玉門路-中科管理局      | 第11月台                                            |                        |
| 242   | 統聯客運   | 高鐵臺中站-吉星社區                    | 第20月台                                            |                        |

#### 公路、國道客運
| 路線  | 營運業者                   | 行駛區間                               | 月台                                       | 備註                                        |
| ----- | -------------------------- | -------------------------------------- | ------------------------------------------ | ------------------------------------------- |
| 1657  | 統聯客運                   | 高鐵臺中站─國道3號─南投                | 第4月台                                    |                                             |
| 6188A | 台中客運                   | 臺中─高鐵台中站─台74線─快官交流道─竹山 | 第2月台（往竹山） 第20月台（往臺中火車站） |                                             |
| 6333D | 總達客運                   | 臺中─高鐵臺中站─水里                   | 第4月台（往水里） 第21月台（往臺中火車站） | 台灣好行集集線                              |
| 6670  | 南投客運                   | 臺中─高鐵臺中站─草屯─埔里─日月潭       | 第3月台                                    |                                             |
| 6670A | 南投客運                   | 臺中─高鐵臺中站─埔里─日月潭            | 第3月台                                    | 經國道六號、九族文化村                      |
| 6670B | 南投客運                   | 臺中─高鐵臺中站─日月潭                 | 第3月台                                    | 台灣好行日月潭線                            |
| 6670C | 南投客運                   | 臺中─高鐵臺中站─埔里─日月潭            | 第3月台                                    | 台灣好行日月潭線 繞駛中台禪寺               |
| 6670D | 南投客運                   | 臺中─高鐵臺中站─埔里─日月潭            | 第3月台                                    | 經國道六號                                  |
| 6670E | 南投客運                   | 臺中─高鐵臺中站─日月潭                 | 第3月台                                    | 台灣好行日月潭線 延駛臺中航空站（目前停駛） |
| 6670F | 南投客運                   | 臺中─高鐵臺中站─日月潭                 | 第3月台                                    | 台灣好行日月潭線 延駛向山行政暨遊客中心     |
| 6670G | 南投客運                   | 臺中─高鐵臺中站─草屯─埔里              | 第3月台                                    |                                             |
| 6670H | 南投客運                   | 臺中─高鐵臺中站─埔里                   | 第3月台                                    | 經國道六號 台灣好行埔里線                   |
| 6735B | 員林客運                   | 臺中─二水                              | 第1月台（往二水） 第19月台（往高鐵臺中站） | 從高鐵臺中站發車                            |
| 6736A | 員林客運                   | 臺中─二林                              | 第1月台（往二林） 第19月台（往高鐵臺中站） | 從高鐵臺中站發車                            |
| 6737  | 員林客運                   | 臺中─西港                              | 第1月台（往西港） 第19月台（往臺中）       |                                             |
| 6738  | 員林客運                   | 臺中─王功                              | 第1月台（往王功） 第19月台（往臺中）       |                                             |
| 6882  | 員林客運                   | 臺中─西螺                              | 第1月台（往西螺） 第19月台（往臺中）       |                                             |
| 6883  | 彰化客運 員林客運 南投客運 | 臺中─溪頭                              | 第2月台                                    | 台灣好行溪頭線                              |
| 6883A | 彰化客運 員林客運 南投客運 | 臺中─溪頭                              | 第2月台                                    | 台灣好行溪頭線 高鐵臺中站發車               |
| 6933  | 彰化客運                   | 鹿港─彰化─台中                         | 第5月台（往鹿港） 第19月台（往臺中）       |                                             |
| 6933A | 彰化客運                   | 鹿港─彰化─高鐵臺中站                   | 第5月台（往鹿港） 第19月台（往臺中）       |                                             |
| 6936  | 彰化客運                   | 高鐵臺中站─鹿港                        | 第5月台                                    | 台灣好行鹿港祈福線                          |
| 6936A | 彰化客運                   | 高鐵臺中站─鹿港                        | 第5月台                                    | 經國道一號 台灣好行鹿港祈福快線             |

### 南站（新烏日車站）
- 【3】：東山高中-新烏日車站
- 【26】：新民高中-嶺東科技大學
- 【39】：新烏日車站-立新國小
- 【56】：新建國市場(3號門)-新烏日車站
- 【74】：太平-新烏日車站-嶺東科技大學
- 【93】：海環線  新烏日車站-大甲區銅安厝
- 【101】：彰化車站 - 敦化后庄七街口
- 【133】：新烏日車站-朝陽科技大學
- 【245】：大肚車站(沙田路)-亞大醫院
- 【248】：新烏日車站-修平科技大學
- 【281副】：新建國市場-霧峰農工
- 【617】：臺中港旅客服務中心-仁友停車場

## 轉乘運輸

### 軌道系統
- 高鐵台中站
- 新烏日車站
- 臺中捷運高鐵台中站

### YouBike2.0
- 捷運高鐵臺中站：（高鐵東一路/高鐵東路口(西側側)）
- 捷運高鐵臺中站(高鐵一路)：（高鐵一路/站前二路口(西南側））

## 外部連結
- 臺中市政府交通局 （页面存档备份，存于）
- 臺中市公共運輸及捷運工程處 （页面存档备份，存于）
- 台中市即時公車動態系統 （页面存档备份，存于）